# کوه تاکائو
کوه تاکائو (به ژاپنی: 高尾山 takaosan) یکی از مراکز گردشگری معروف در منطقه تامای توکیو در ژاپن است. ارتفاع این کوه ۵۹۹ متر (۱۹۶۵ پا) است. این کوه در قسمت جنوب غربی هاچی‌اوجی و در قسمت شرقی کوهستان کانتو قرار دارد. هر ساله به‌طور متوسط بیش از ۲٫۵ میلیون نفر از تاکائو بازدید می‌کنند. طبق آمار قلهٔ کوه تاکائو بیشترین تعداد صعودکننده را در بین تمامی کوه‌های جهان داراست.

## دسترسی به کوه
برای رسیدن به نقطهٔ آغازین مسیر در ایستگاه تاکائوسان گوچی  می‌توان از یکی از خطوط فرعی شرکت راه آهن کیئو به نام خط تاکائو استفاده کرد.
در صورتی‌که که مبدأ حرکت ایستگاه شینجوکو باشد ابتدا باید با استفاده از خط چوئو-هونسن به ایستگاه تاکائو رفته و سپس در این ایستگاه باید قطار را تعویض کرده، با استفاده از قطارهای خط تاکائو در ایستگاه بعدی که ایستگاه تاکائوسان گوچی می‌باشد، پیاده شد. از ایستگاه شینجوکو در داخل توکیو تا ایستگاه تاکائوسان گوچی در حدود ۱ ساعت با قطار طول می‌کشد.
بعضی از قطارهای خط کیئو از ایستگاه شینجوکو تا ایستگاه تاکائوسان گوچی به‌طور مستقیم حرکت می‌کنند. در اینصورت طی این مسیر ۴۷ دقیقه طول می‌کشد.

## راه‌های صعود پیاده
چندین مسیر راهپیمایی و کوهنوردی مختلف در کوه تاکائو وجود دارد.
1. مسیر شمارهٔ یک [پ ۲] طول مسیر ۳٫۸ کیلومتر است و زمان پیمودن مسیر به‌طور متوسط ۱ ساعت و ۳۰ دقیقه طول می‌کشد. این مسیر از باغ وحش میمون‌ها، باغ گیاهان وحشی، دروازهٔ جوشین و معبد تاکائوسان-یاکوئواین گذشته و به قله ختم می‌شود. این مسیر بیشتر از دیگر مسیرها مورد استفاده بازدید کنندگان قرار دارد.
2. مسیر شمارهٔ دو [پ ۳] طول مسیر ۰٫۹ کیلومتر است و زمان پیمودن مسیر به‌طور متوسط ۳۵ دقیقه طول می‌کشد. این مسیر دایره‌وار است و از دروازهٔ جوشین آغاز می‌شود.
3. مسیر شمارهٔ سه [پ ۴] طول مسیر ۲٫۴ کیلومتر است و زمان پیمودن مسیر به‌طور متوسط ۱ ساعت و ۱۱ دقیقه طول می‌کشد. از دروازهٔ جوشین آغاز شده در نزدیکی قله به مسیر شمارهٔ پنج ختم می‌شود.
4. مسیر شمارهٔ چهار [پ ۵] طول مسیر ۱٫۸ کیلومتر است و زمان پیمودن مسیر به‌طور متوسط ۵۳ دقیقه طول می‌کشد. پل تسوری در این مسیر قرار دارد.
5. مسیر شمارهٔ پنج [پ ۶] طول مسیر ۰٫۹ کیلومتر است و زمان پیمودن مسیر به‌طور متوسط ۳۰ دقیقه طول می‌کشد. این مسیر دایره‌وار است و به دور قله کشیده شده‌است.
6. مسیر شمارهٔ شش [پ ۷] طول مسیر ۳٫۶ کیلومتر است و زمان پیمودن مسیر به‌طور متوسط ۱ ساعت و ۳۳ دقیقه طول می‌کشد. از مبدأ در نزدیکی ایستگاه قطار کابلی تا نزدیکی قله به مسیر شمارهٔ پنج ادامه می‌یابد. در طول مسیر رودخانه جریان دارد. آبشار بیوا در این مسیر قرار گرفته‌است.
7. مسیر ایناری یاما [پ ۸] طول مسیر ۳٫۱ کیلومتر است و زمان پیمودن مسیر به‌طور متوسط ۱ ساعت و ۴۰ دقیقه طول می‌کشد. در قسمت جنوب شرقی تاکائو قرار دارد. از مبدأ در نزدیکی ایستگاه قطار کابلی شروع شده و به قله ختم می‌شود.
8. مسیر کوه جینبا [پ ۹] طول مسیر ۱۲٫۴ کیلومتر است و زمان پیمودن مسیر به‌طور متوسط ۵ ساعت و ۱۰ دقیقه طول می‌کشد. این مسیر از قسمت غربی قله تاکائو شروع شده، پس از گذشتن از قلهٔ کوه شیرویاما و قلهٔ کوه کاگه نوبو به قلهٔ کوه جینبا ختم می‌شود.[۶]

## حیات وحش
کوه تاکائو با داشتن بیش از ۱۲۰۰ گونهٔ گیاهی و جانوران و حشرات گوناگون بومی، از لحاظ حیات وحش بسیار غنی است.

## نگارخانه

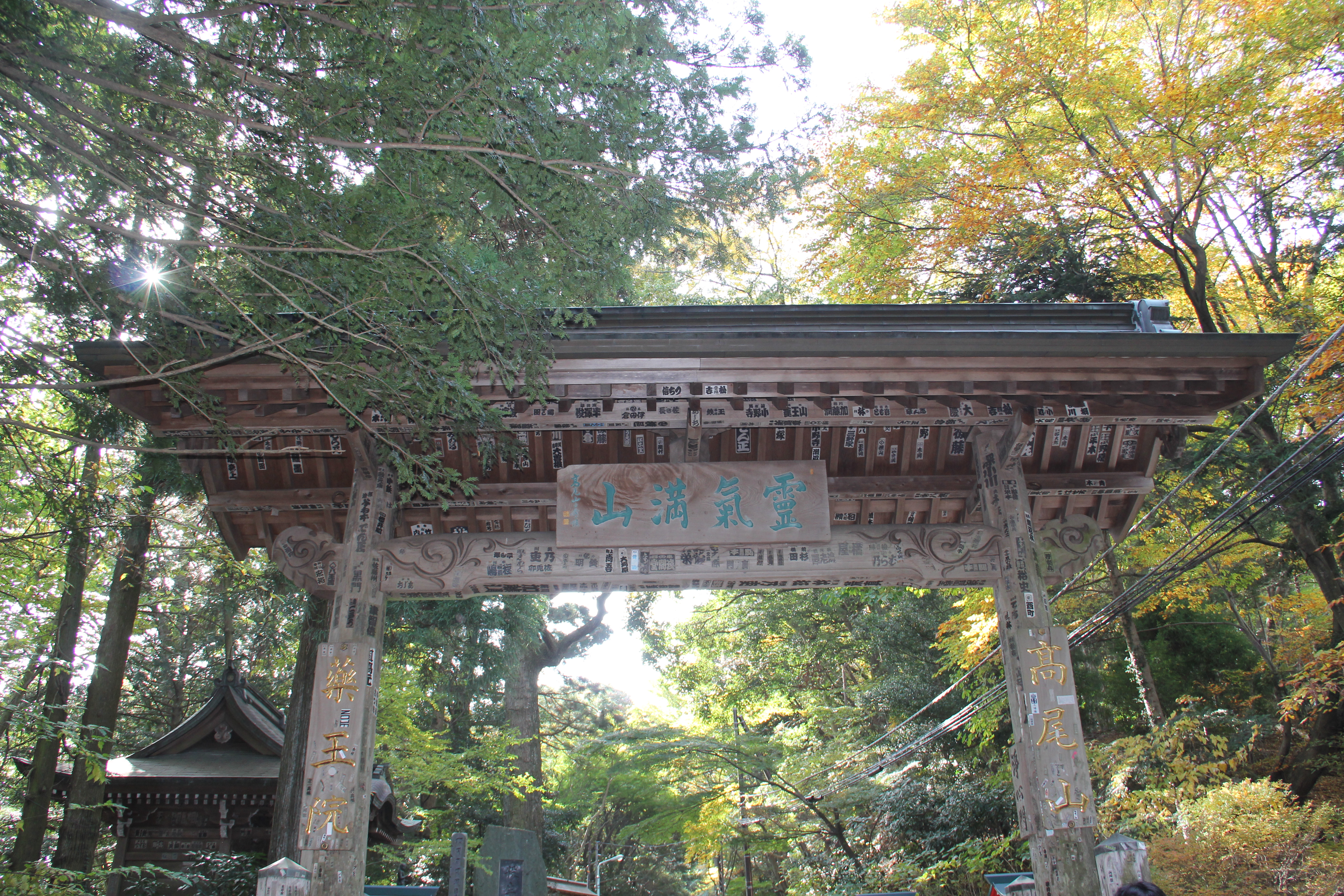
دروازهٔ جوشین
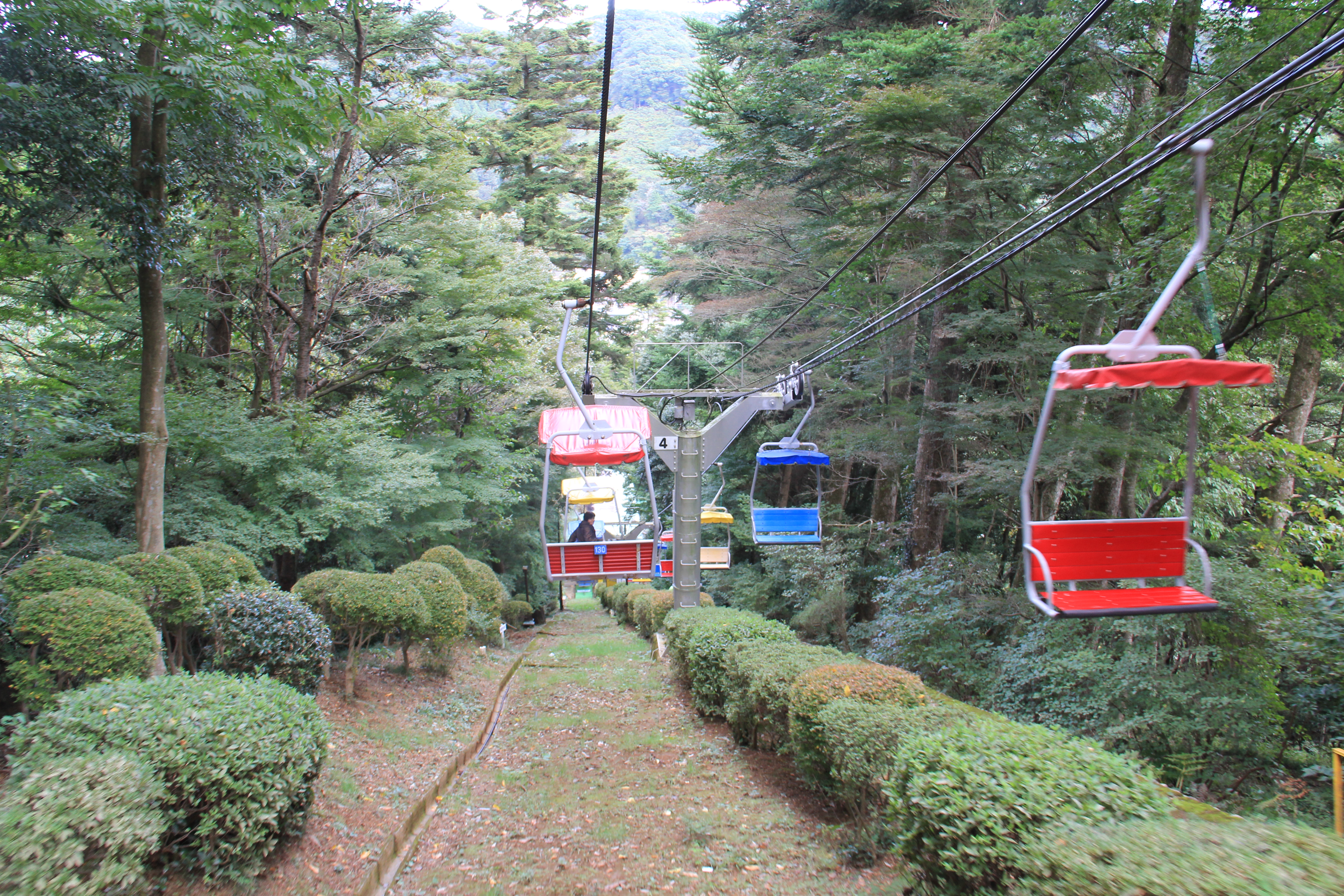
تله‌سی‌یژ تاکائو
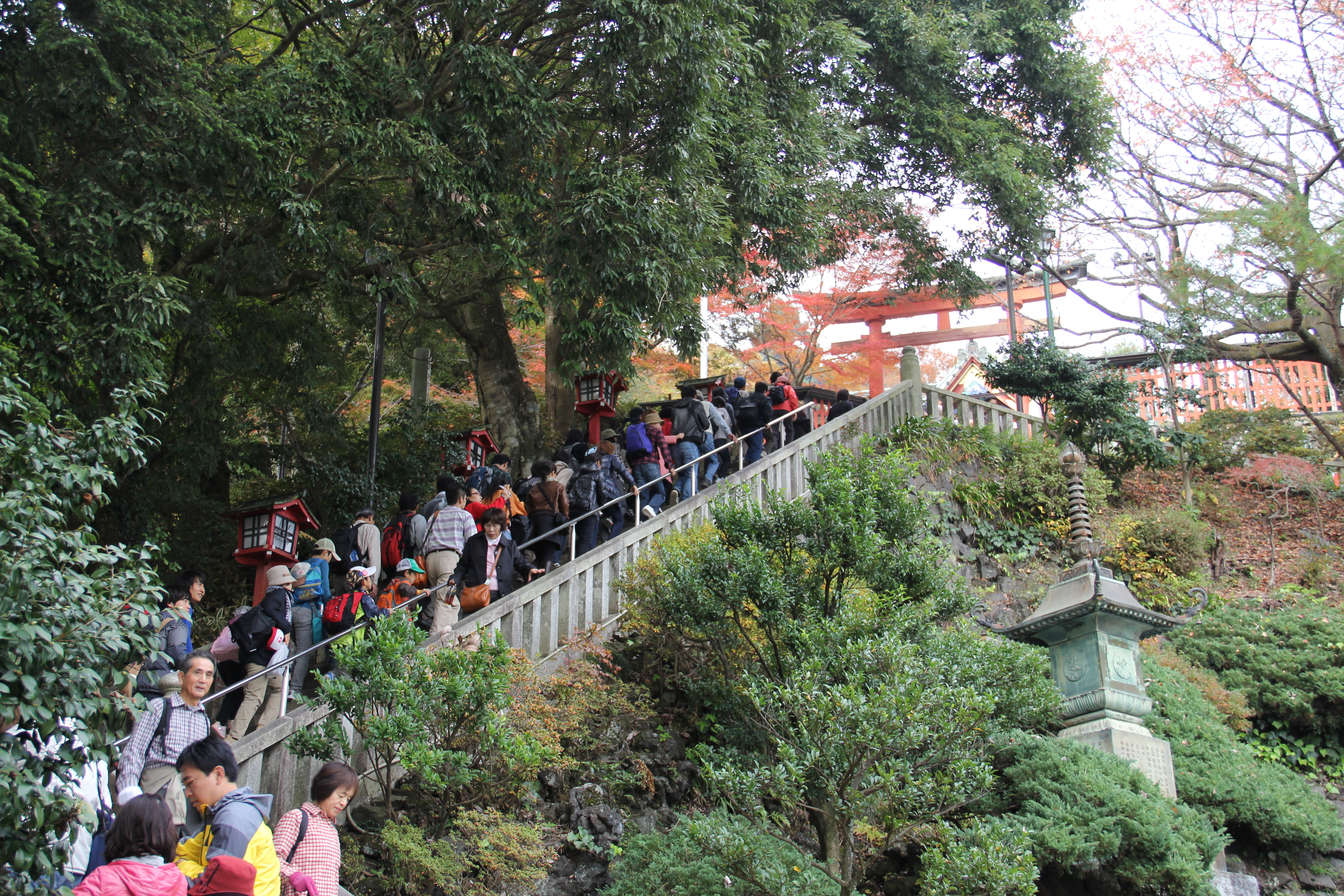
مسیر شمارهٔ یک در نزدیکی معبد تاکائوسان-یاکوئواین
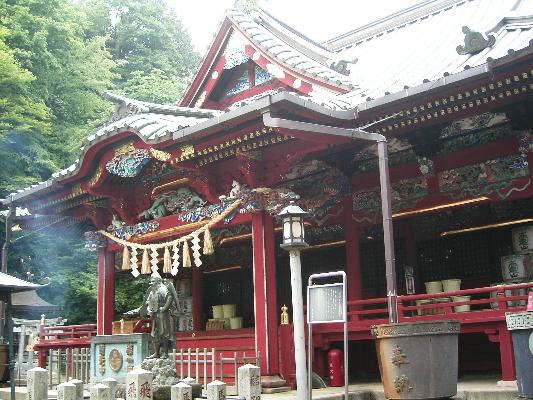
معبد تاکائوسان-یاکوئواین در کوه تاکائو. این معبد ۱۲۰۰ سال قدمت دارد.
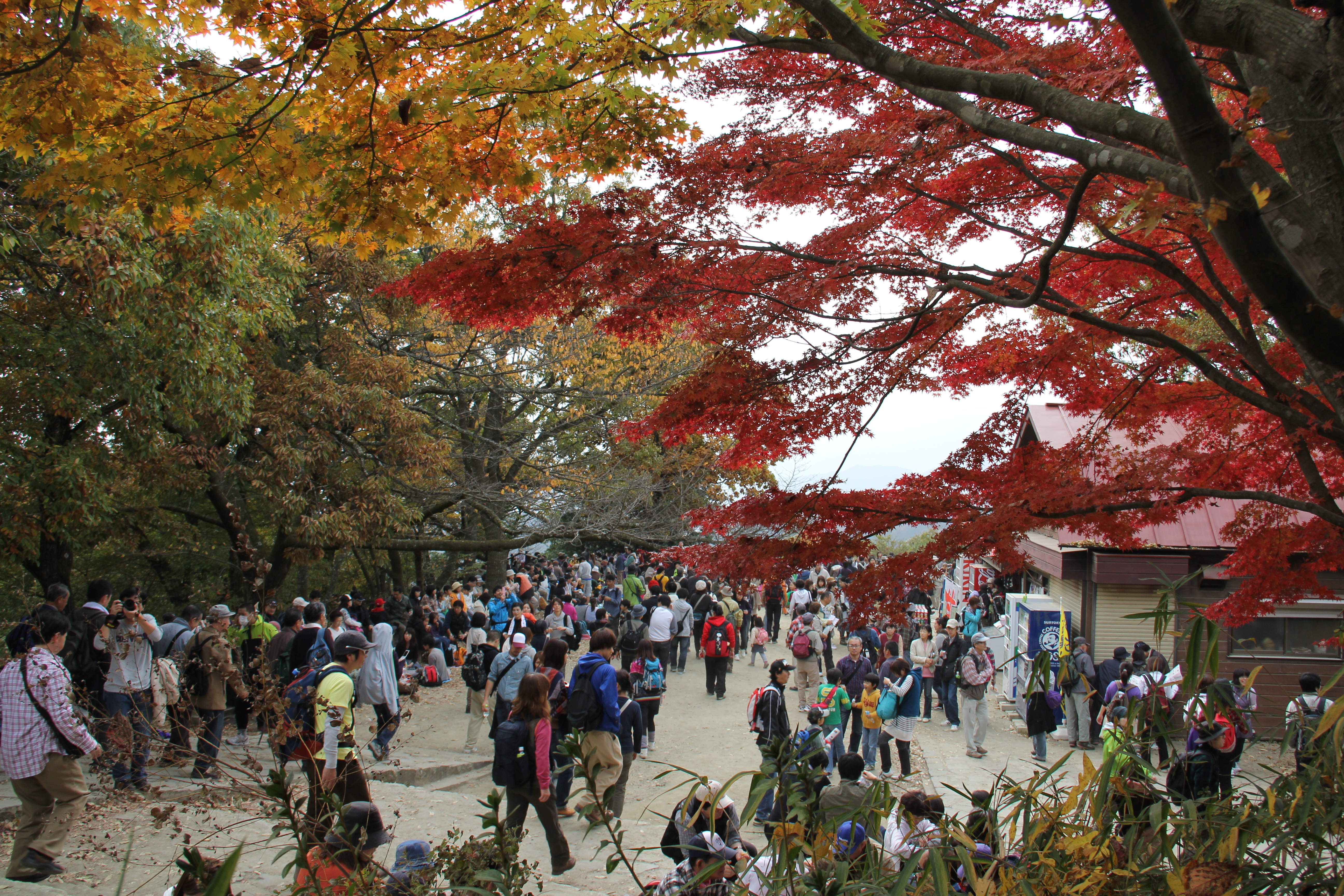
قلهٔ کوه تاکائو شلوغ‌ترین قله در سراسر جهان.
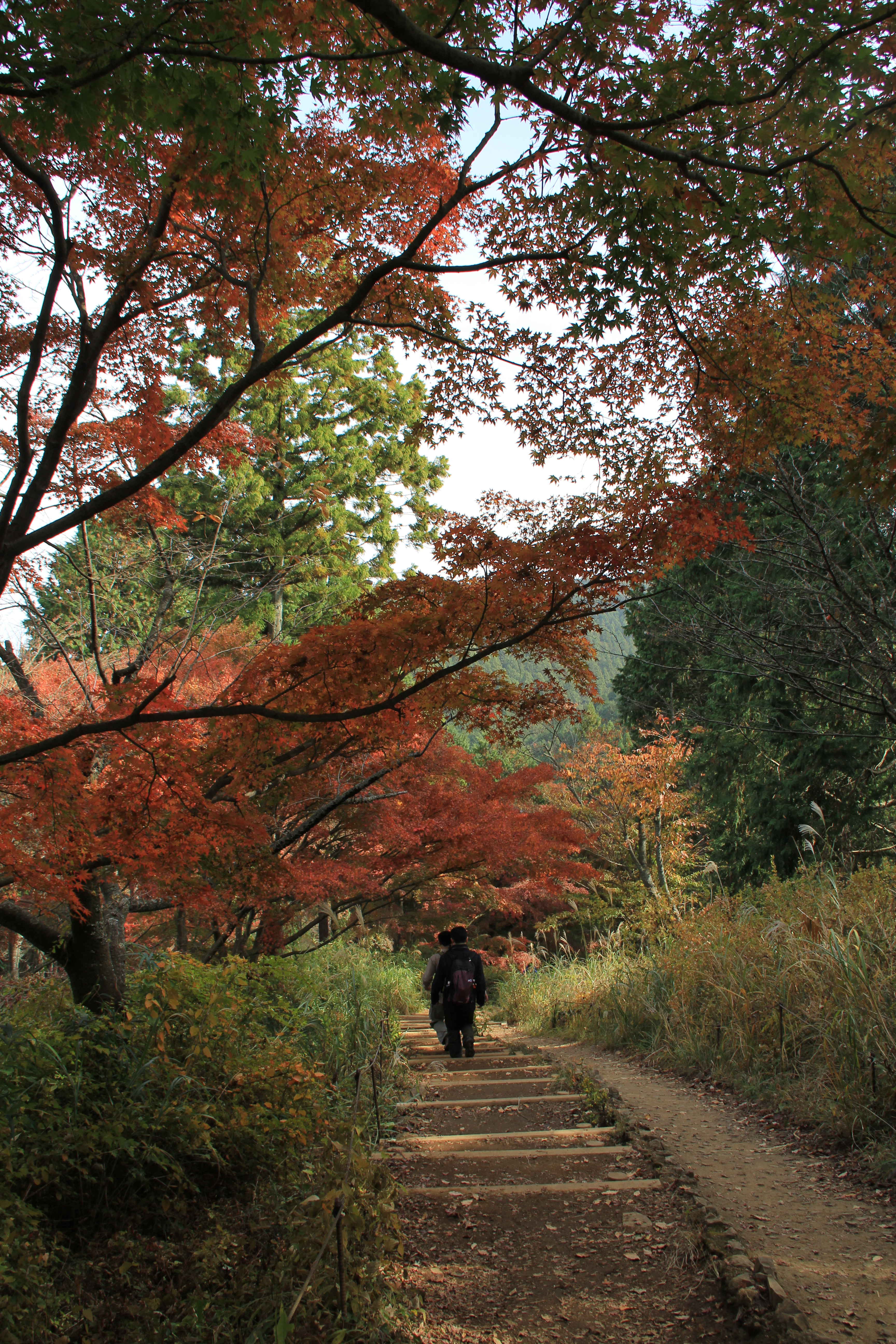
راه کوهستانی ایچو-دائیرا در مسیر بین تاکائو و کوه جینبا
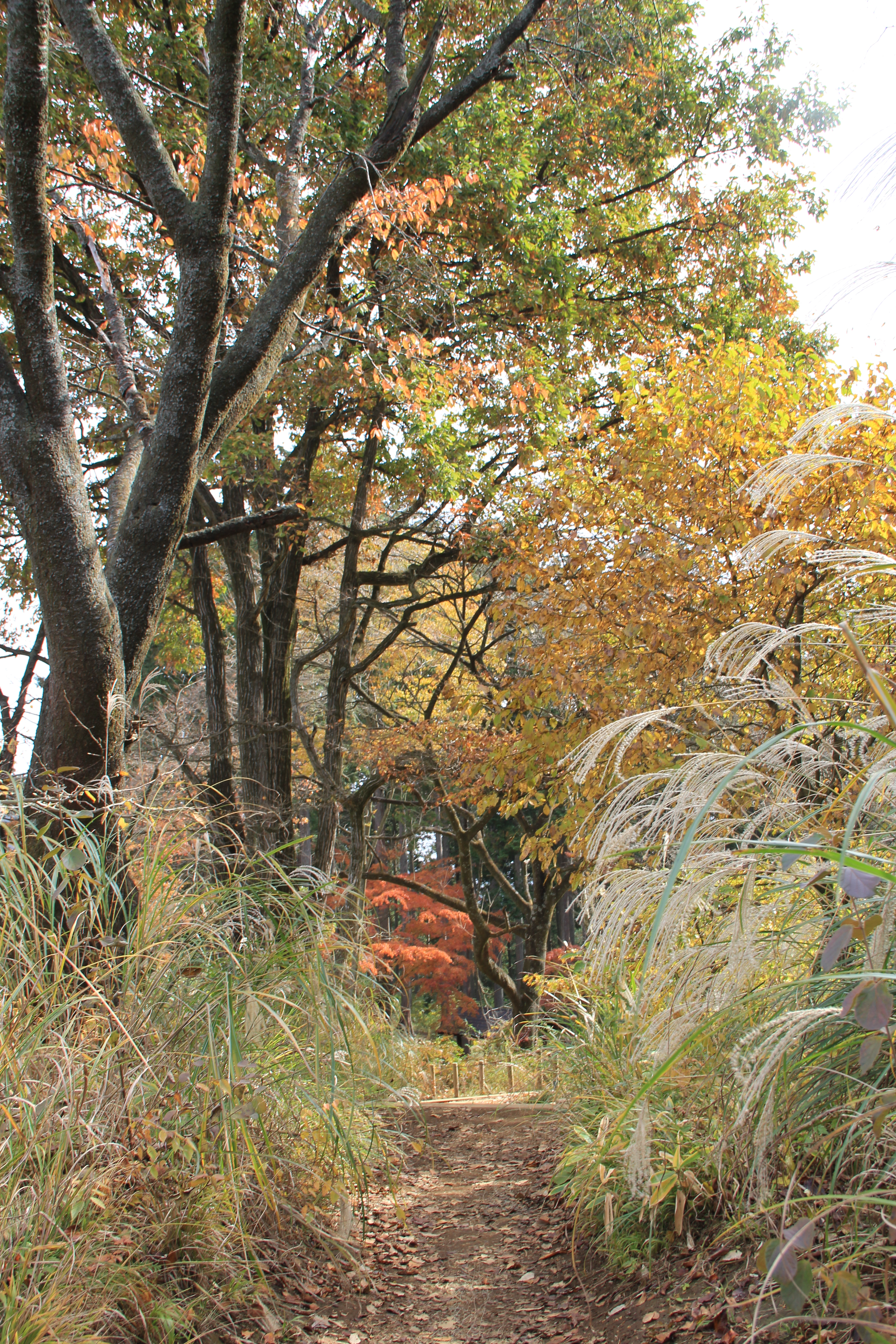
مسیر بین تاکائو و کوه جینبا
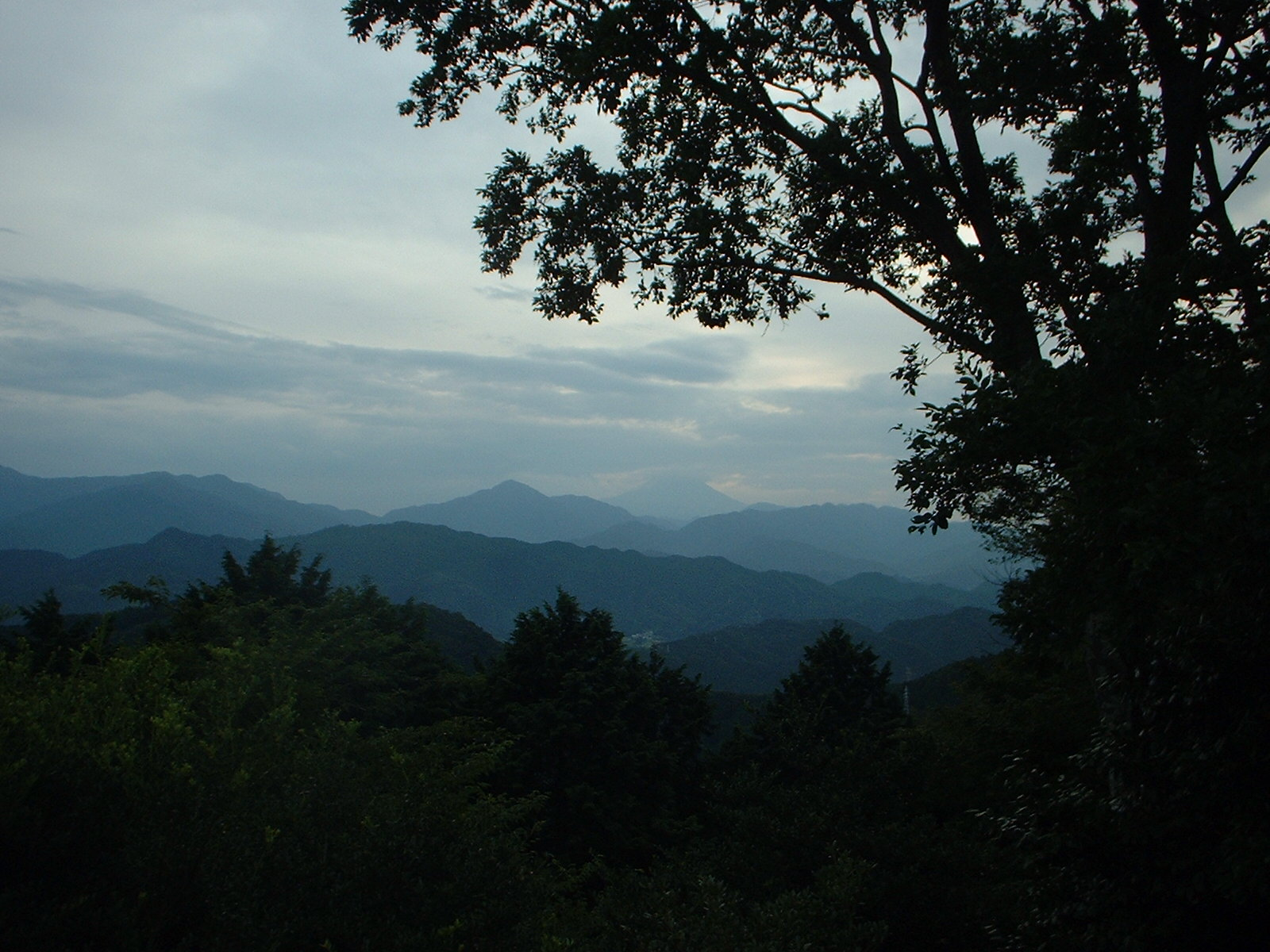
منظرهٔ کوه فوجی از بالای کوه تاکائو.

## برابرهای ژاپنی
1. ↑  高尾山口駅
2. ↑  自然研究路。１号路
3. ↑  自然研究路。２号路
4. ↑  自然研究路。３号路
5. ↑  自然研究路。４号路
6. ↑  自然研究路。５号路
7. ↑  自然研究路。６号路
8. ↑  稲荷山
9. ↑  陣馬山